# Pinotage
Pinotage é uma uva tinta surgida em 1925, do cruzamento da Pinot Noir e da Cinsault  na África do Sul.A Cinsault é conhecida por "hermitage", daí a palavra "pinotage", combinação de PINOt + hermiTAGE. É muito utilizada na produção de vinho na África do Sul e é considerada uma varietal nobre.